# Cantone di Le Quesnoy-Est
Il Cantone di Le Quesnoy-Est era una divisione amministrativa dell'arrondissement di Avesnes-sur-Helpe.
È stato soppresso a seguito della riforma complessiva dei cantoni del 2014, che è entrata in vigore con le elezioni dipartimentali del 2015.
Comprendeva parte della città di Le Quesnoy e i comuni di:
- Beaudignies
- Englefontaine
- Ghissignies
- Hecq
- Jolimetz
- Locquignol
- Louvignies-Quesnoy
- Neuville-en-Avesnois
- Poix-du-Nord
- Potelle
- Raucourt-au-Bois
- Ruesnes
- Salesches
- Vendegies-au-Bois

ora appartenenti tutti al cantone di Avesnes-sur-Helpe.